# تالار فنلاندیا
تالار فنلاندیا (انگلیسی: Finlandia Hall) مکانی برای برگزاری کنفرانس و مراسم و نمایشگاه در مرکز هلسینکی واقع در خلیج تولو است.

## پیشینه
این بنا که توسط معمار فنلاندی آلوار آلتو در سال ۱۹۶۲ طراحی شده بود، طی سال‌های ۱۹۶۷ تا ۱۹۷۱ تکمیل شد. بال کنگره در سال ۱۹۷۰ طراحی و در ۱۹۷۳تا ۱۹۷۵ ساخته شد. در سال ۲۰۱۱، ساختمان با امکانات جدید نمایشگاه و جلسات توسعه یافت.

## افتتاح
مراسم افتتاح این تالار شهر هلسینکی در ۲ دسامبر ۱۹۷۱ با اجرای ارکستر فلارمونیک هلسینکی و همراهی اینویوهانی رائوتاوارا و آیزاک استرن انجام شد.
تالار فنلاندیا محل اجلاس سازمان امنیت و همکاری اروپا در اوت ۱۹۷۵ بود. این گردهمایی با حضور ۳۵ رهبر جهان از جمله رهبر اتحاد جماهیر شوروی، لئونید برژنف و رئیس‌جمهور ایالات متحده جرالد فورد برگزار شد.

## معماری

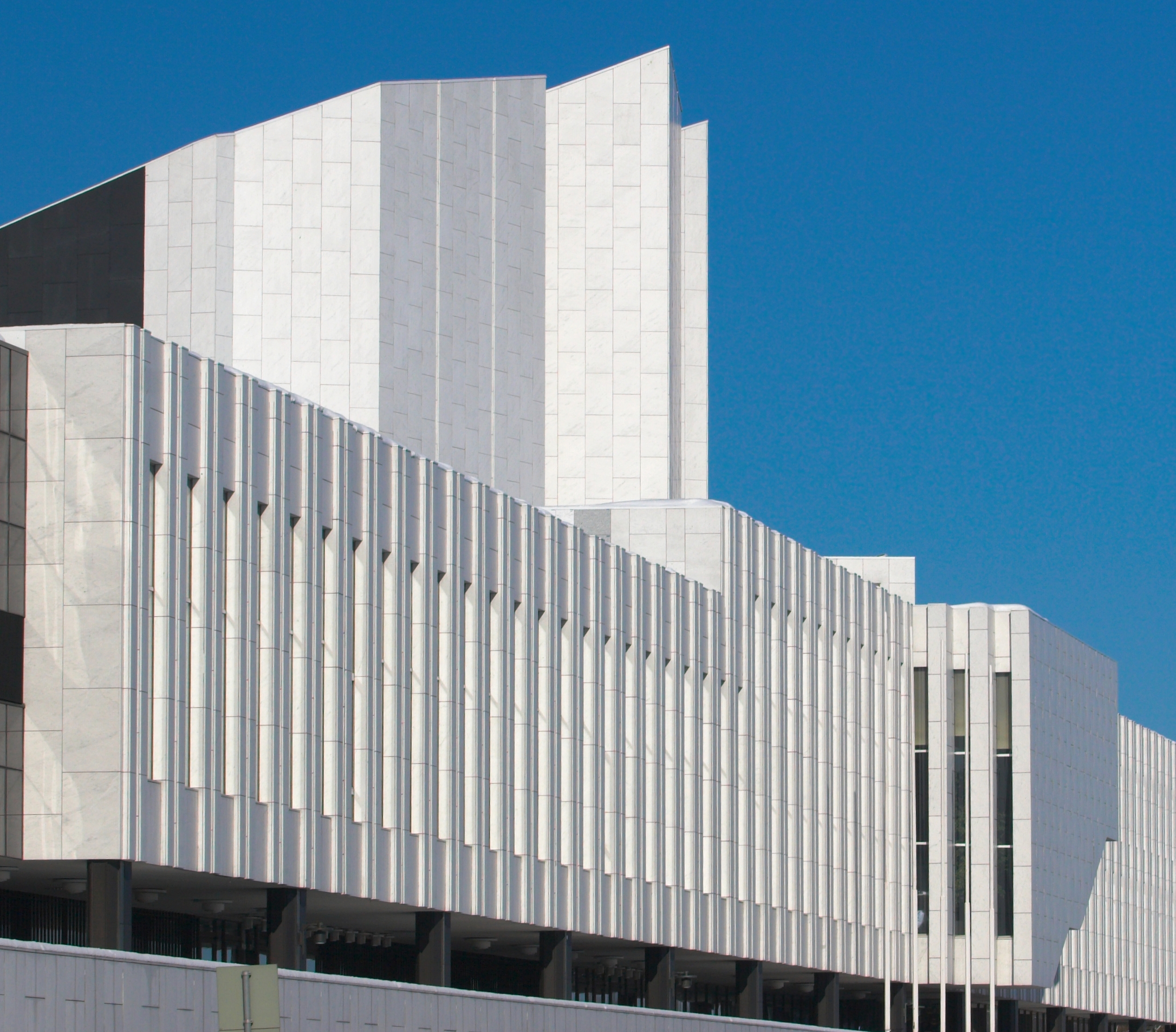
ساختمان تالار فنلاندیا

تالار فنلاندیا و بال کنگره آن تنها بخشی از یک طرح یک مرکز بزرگ در حوالی منطقه خلیج تولو بود که توسط آلوار آلتو در سال ۱۹۵۹–۱۹۷۶ طراحی شد. ویژگی اصلی ساختمان تالار فنلاندیا قسمت برج مانند با سقف شیب دار آن است. ایده‌آلوار آلتو در طراحی این بود که فضای خالی زیاد صدای صوتی بهتری را فراهم می‌کند. در واقع استفاده از سقف مشبک اجازه می‌دهد تا پژواک عمیق ایجاد شود. آلتو از سنگ مرمر ایتالیایی کارارا در سطح داخلی و خارجی به عنوان تضاد با گرانیت سیاه استفاده کرد. از نظر وی، سنگ مرمر کارارا نماد فرهنگ مدیترانه‌ای بود، که او می‌خواست آن را به فنلاند بیاورد.

## نگارخانه

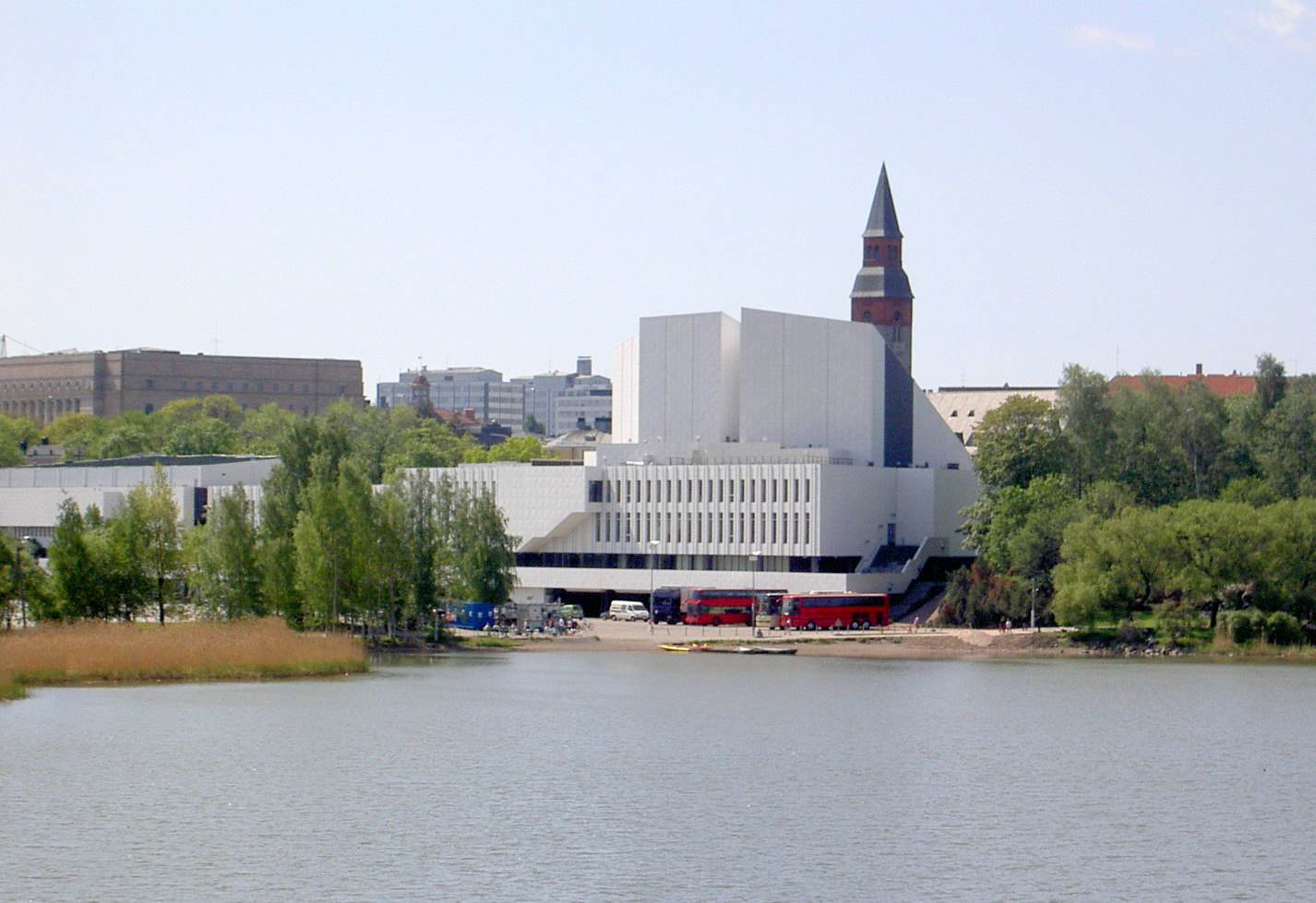